# Lista zawodowych mistrzów świata wagi piórkowej w boksie
Waga piórkowa jest jedną z 8 klasycznych kategorii boksu zawodowego. Została wprowadzona w latach 60. XIX w. i do lat 80. XIX w. obejmowała wagę pomiędzy 116 a 128 funtów. W roku 1889 Amateur Boxing Association of England Ltd (ABA) określił jej limit na 126 funtów. Ulegał on jeszcze zmianom do 1909 roku. Obecnie wynosi 57,2 kg (126 funtów).
Pierwszym bezdyskusyjnie uznawanym mistrzem świata był od roku 1892 George Dixon. Praktycznie powszechną aprobatę mieli poprzedzający Dixona Irlandczyk Ike Weir, Nowozelandczyk Torpedo Billy Murphy oraz Australijczyk Young Griffo. Do roku 1967 praktycznie był jeden powszechnie uznawany mistrz świata. Po powstaniu nowych organizacji boksu zawodowego, każda uznaje swoich mistrzów świata i prowadzi własne listy bokserów ubiegających się o tytuł. Poniżej zestawiono mistrzów świata powszechnie uznanych oraz czterech podstawowych organizacji boksu zawodowego:
- World Boxing Association (WBA) powstała w roku 1962 na bazie istniejącej od 1921 roku National Boxing Association (NBA),
- World Boxing Council (WBC) założona w roku 1963,
- International Boxing Federation (IBF) założona w 1983,
- World Boxing Organization (WBO) założona w roku 1988.
| Zdobycie tytułu | Utrata tytułu        | Mistrz                 | Mistrz            | Organizacja               | Obrona tytułu |
| --- | -------------------- | ---------------------- | ----------------- | ------------------------- | ------------- |
| 31 marca 1889 | 13 stycznia 1890     | Ike Weir               | Irlandia          | Uniwersalny               | 0             |
| 31 marca 1889 Weir rozegrał pojedynek, reklamowany jako „o tytuł mistrza wagi piórkowej”, z Frankiem Murphym, który trwał 5 godzin 19 minut i został przerwany z powodu wyczerpania zawodników. |                      |                        |                   |                           |               |
| 13 stycznia 1890 | 2 września 1890      | Torpedo Billy Murphy   | Nowa Zelandia     | Uniwersalny               | 1             |
| 2 września 1890 | 1892                 | Young Griffo           | Australia         | Uniwersalny               | 4             |
| Griffo zrezygnował z tytułu przechodząc do wyższej kategorii. |                      |                        |                   |                           |               |
| 27 czerwca 1892 | 27 listopada 1896    | George Dixon           | Kanada            | Uniwersalny               | 3             |
| Dixon 27 czerwca 1892 pokonał Freda Johnsona przez KO w 14r a następnie 6 września 1892 Jacka Skelly’ego w 8 r. przez KO i został ogłoszony mistrzem świata wagi piórkowej. |                      |                        |                   |                           |               |
| 27 listopada 1896 | 24 marca 1897        | Frank Erne             | Szwajcaria        | Uniwersalny               | 0             |
| 24 marca 1897 | 4 października 1897  | George Dixon           | Kanada            | Uniwersalny               | 0             |
| 4 października 1897 | 26 września 1898     | Solly Smith            | Stany Zjednoczone | Uniwersalny               | 2             |
| 26 września 1898 | 11 listopada 1898    | Dave Sullivan          | Irlandia          | Uniwersalny               | 0             |
| 11 listopada 1898 | 9 stycznia 1900      | George Dixon           | Kanada            | Uniwersalny               | 9             |
| 9 stycznia 1900 | 28 listopada 1901    | Terry McGovern         | Stany Zjednoczone | Uniwersalny               | 6             |
| 28 listopada 1901 | 1903                 | Young Corbett II       | Stany Zjednoczone | Uniwersalny               | 5             |
| Corbett zrezygnował z tytułu nie mogąc utrzymać limitu kategorii. |                      |                        |                   |                           |               |
| 3 września 1903 | 22 lutego 1912       | Abe Attell             | Stany Zjednoczone | Uniwersalny               | 23/24         |
| Attell zdobył wakujący tytuł po pokonaniu Johnny’ego Reagana na punkty. |                      |                        |                   |                           |               |
| 22 lutego 1912 | 2 czerwca 1923       | Johnny Kilbane         | Stany Zjednoczone | Uniwersalny               | 5             |
| 2 czerwca 1923 | 26 lipca 1923        | Eugène Criqui          | Francja           | Uniwersalny               | 0             |
| 26 lipca 1923 | 10 sierpnia 1924     | Johnny Dundee          | Stany Zjednoczone | Uniwersalny               | 0             |
| Dundee zrezygnował z tytułu nie mogąc utrzymać wagi. |                      |                        |                   |                           |               |
| 2 stycznia 1925 | lipiec 1926          | Kid Kaplan             | Stany Zjednoczone | Uniwersalny               | 3             |
| Kaplan zrezygnował z tytułu nie mogąc utrzymać limitu kategorii. |                      |                        |                   |                           |               |
| 12 września 1927 | 10 lutego 1928       | Benny Bass             | Stany Zjednoczone | Uniwersalny               | 0             |
| Bass został mistrzem świata po pokonaniu Reda Chapmana 12 września 1927r. |                      |                        |                   |                           |               |
| 10 lutego 1928 | 28 września 1928     | Tony Canzoneri         | Stany Zjednoczone | Uniwersalny               | 0             |
| 28 września 1928 | 23 września 1929     | André Routis           | Francja           | Uniwersalny               | 1             |
| 23 września 1929 | 27 stycznia 1932     | Battling Battalino     | Stany Zjednoczone | Uniwersalny (NBA & NYSAC) | 2             |
| Battling Battalino 27 stycznia 1932 stoczył pojedynek z Freddiem Millerem. Walka została przerwana przez sędziego, a zwycięzcą ogłoszony został Miller. NBA i NYSAC zweryfikowały walkę i zakwalifikowały ją jako „nieodbytą”. Ze względu na to, że Battalino miał przekroczony limit kategorii piórkowej, został pozbawiony tytułu, a tytuł oznaczono jako wakujący. |                      |                        |                   |                           |               |
| 26 maja 1932 | 13 stycznia 1933     | Tommy Paul             | Stany Zjednoczone | NBA                       | 0             |
| 13 stycznia 1933 | 11 maja 1936         | Freddie Miller         | Stany Zjednoczone | NBA                       | 12            |
| 11 maja 1936 | 29 października 1937 | Petey Sarron           | Stany Zjednoczone | NBA                       | 2             |
| 29 października 1937 | wrzesień1938         | Henry Armstrong        | Stany Zjednoczone | Uniwersalny (NBA & NYSAC) | 0             |
| Armstrong po zdobyciu tytułu mistrza świata wagi lekkiej, będąc również mistrzem w wadze półśredniej zrezygnował z tytułu w wadze piórkowej. |                      |                        |                   |                           |               |
| 18 kwietnia 1939 | kwiecień 1940        | Joey Archibald         | Stany Zjednoczone | Uniwersalny               | 0             |
| Archibald został mistrzem świata po pokonaniu Leo Rodaka. Stracił tytuł NBA z powodu odmowy walki z Peteyem Scalzo. |                      |                        |                   |                           |               |
| 15 maja 1940 | 1 lipca 1941         | Petey Scalzo           | Stany Zjednoczone | NBA                       | 2             |
| 1 lipca 1941 | 18 listopada 1941    | Richie Lemos           | Stany Zjednoczone | NBA                       | 0             |
| 18 listopada 1941 | 18 stycznia 1943     | Jackie Wilson          | Stany Zjednoczone | NBA                       | 1             |
| 18 stycznia 1943 | 16 sierpnia 1943     | Jackie Callura         | Kanada            | NBA                       | 1             |
| 16 sierpnia 1943 | 10 marca 1944        | Phil Terranova         | Stany Zjednoczone | NBA                       | 1             |
| 10 marca 1944 | 7 czerwca 1946       | Sal Bartolo            | Stany Zjednoczone | NBA                       | 3             |
| 7 czerwca 1946 | 29 października 1948 | Willie Pep             | Stany Zjednoczone | Uniwersalny               | 2             |
| 29 października 1948 | 11 lutego 1949       | Sandy Saddler          | Stany Zjednoczone | Uniwersalny               | 0             |
| 11 lutego 1949 | 8 września 1950      | Willie Pep             | Stany Zjednoczone | Uniwersalny               | 3             |
| 8 września 1950 | styczeń 1957         | Sandy Saddler          | Stany Zjednoczone | Uniwersalny               | 2             |
| Saddler zrezygnował z tytułu kończąc karierę po wypadku. |                      |                        |                   |                           |               |
| 24 czerwca 1957 | 18 marca 1959        | Hogan Bassey           | Nigeria           | Uniwersalny               | 1             |
| 18 marca 1959 | 21 marca 1963        | Davey Moore            | Stany Zjednoczone | Uniwersalny               | 5             |
| 21 marca 1963 | 26 września 1964     | Sugar Ramos            | Kuba              | Uniwersalny (WBA & WBC)   | 3             |
| 26 września 1964 | 14 października 1967 | Vicente Saldívar       | Meksyk            | Uniwersalny (WBA & WBC)   | 7             |
| Saldívar ogłosił rezygnację z tytułów WBA i WBC po zwycięstwie 14 października 1967 przez TKO w 12r nad Howardem Winstone’em. |                      |                        |                   |                           |               |
| 23 stycznia 1968 | 24 lipca 1968        | Howard Winstone        | Wielka Brytania   | WBC                       | 0             |
| 28 marca 1968 | 27 września 1968     | Raul Rojas             | Stany Zjednoczone | WBA                       | 0             |
| Rojas zdobył wakujący tytuł po zwycięstwie nad Kolumbijczykiem Enrique Higginsem. |                      |                        |                   |                           |               |
| 24 lipca 1968 | 21 stycznia 1969     | José Legrá             | Kuba              | WBC                       | 0             |
| 27 września 1968 | 2 września 1971      | Shōzō Saijō            | Japonia           | WBA                       | 5             |
| 21 stycznia 1969 | 9 maja 1970          | Johnny Famechon        | Australia         | WBC                       | 2             |
| 9 maja 1970 | 11 grudnia 1970      | Vicente Saldívar       | Meksyk            | WBC                       | 0             |
| 11 grudnia 1970 | 19 maja 1972         | Kuniaki Shibata        | Japonia           | WBC                       | 2             |
| 2 września 1971 | 19 sierpnia 1972     | Antonio Gómez          | Wenezuela         | WBA                       | 1             |
| 19 maja 1972 | 16 grudnia 1972      | Clemente Sánchez       | Meksyk            | WBC                       | 0             |
| 19 sierpnia 1972 | 16 lutego 1974       | Ernesto Marcel         | Panama            | WBA                       | 4             |
| Marcel po zwycięskiej walce z Alexisem Argüello 16 lutego 1974 ogłosił zakończenie kariery. |                      |                        |                   |                           |               |
| 16 grudnia 1972 | 5 maja 1973          | José Legrá             | Kuba              | WBC                       | 0             |
| 5 maja 1973 | 17 czerwca 1974      | Éder Jofre             | Brazylia          | WBC                       | 1             |
| Jofre decyzją WBC został pozbawiony tytułu z powodu braku zainteresowania walką z oficjalnym pretendentem. |                      |                        |                   |                           |               |
| 9 lipca 1974 | 23 listopada 1974    | Rubén Olivares         | Meksyk            | WBA                       | 0             |
| 7 września 1974 | 20 czerwca 1975      | Bobby Chacon           | Stany Zjednoczone | WBC                       | 1             |
| 23 listopada 1974 | 19 czerwca 1976      | Alexis Argüello        | Nikaragua         | WBA                       | 4             |
| Argüello zrezygnował z tytułu WBA przechodząc do junior lekkiej. |                      |                        |                   |                           |               |
| 20 czerwca 1975 | 20 września 1975     | Rubén Olivares         | Meksyk            | WBC                       | 0             |
| 20 września 1975 | 6 listopada 1976     | David Kotey            | Ghana             | WBC                       | 2             |
| 6 listopada 1976 | 2 lutego 1980        | Danny Lopez            | Stany Zjednoczone | WBC                       | 8             |
| 15 stycznia 1977 | 17 grudnia 1977      | Rafael Ortega          | Panama            | WBA                       | 1             |
| 17 grudnia 1977 | 15 kwietnia 1978     | Cecilio Lastra         | Hiszpania         | WBA                       | 0             |
| 15 kwietnia 1978 | 8 czerwca 1985       | Eusebio Pedroza        | Panama            | WBA                       | 19            |
| 2 lutego 1980 | 12 sierpnia 1982     | Salvador Sánchez       | Meksyk            | WBC                       | 9             |
| Sánchez zginął 12 sierpnia 1982 w wypadku samochodowym. . |                      |                        |                   |                           |               |
| 15 września 1982 | 31 marca 1984        | Juan La Porte          | Portoryko         | WBC                       | 2             |
| 31 marca 1984 | 8 grudnia 1984       | Wilfredo Gómez         | Portoryko         | WBC                       | 0             |
| 10 czerwca 1984 | 29 listopada 1985    | Oh Min-keun            | Korea Południowa  | IBF                       | 2             |
| Oh Min-keun został pierwszym mistrzem świata organizacji IBF po pokonaniu Indonezyjczyka Joko Artera przez KO w 2r. |                      |                        |                   |                           |               |
| 8 grudnia 1984 | 1987                 | Azumah Nelson          | Ghana             | WBC                       | 6             |
| Nelson zrezygnował z tytułu WBC przechodząc do kategorii junior lekkiej, w której został mistrzem świata po pokonaniu 29 lutego 1988 Meksykanina Mario Martineza. |                      |                        |                   |                           |               |
| 8 czerwca 1985 | 23 czerwca 1986      | Barry McGuigan         | Irlandia          | WBA                       | 2             |
| 29 listopada 1985 | 30 sierpnia 1986     | Chung Ki-young         | Korea Południowa  | IBF                       | 2             |
| 23 czerwca 1986 | 6 marca 1987         | Steve Cruz             | Stany Zjednoczone | WBA                       | 0             |
| 30 sierpnia 1986 | 23 stycznia 1988     | Antonio Rivera         | Portoryko         | IBF                       | 0             |
| 6 marca 1987 | 30 marca 1991        | Antonio Esparragoza    | Wenezuela         | WBA                       | 7             |
| 23 stycznia 1988 | 4 sierpnia 1988      | Calvin Grove           | Stany Zjednoczone | IBF                       | 1             |
| 7 marca 1988 | 8 kwietnia 1989      | Jeff Fenech            | Australia         | WBC                       | 3             |
| Fenech został mistrzem świata WBC po pokonaniu Victora Callejasa przez TKO w 10 r. zrezygnował z tytułu zawieszając karierę na ponad rok. |                      |                        |                   |                           |               |
| 4 sierpnia 1988 | 7 kwietnia 1990      | Jorge Páez             | Meksyk            | IBF                       | 8             |
| 28 stycznia 1989 | 11 listopada 1989    | Maurizio Stecca        | Włochy            | WBO                       | 1             |
| 11 listopada 1989 | 7 kwietnia 1990      | Louie Espinoza         | Stany Zjednoczone | WBO                       | 0             |
| 7 kwietnia 1990 | 8 lipca 1990         | Jorge Páez             | Meksyk            | IBF & WBO                 | 1             |
| Páez zrezygnował z tytułu przechodząc do wyższej kategorii wagowej. |                      |                        |                   |                           |               |
| 2 czerwca 1990 | 13 listopada 1991    | Marcos Villasana       | Meksyk            | WBC                       | 3             |
| 26 stycznia 1991 | 16 maja 1992         | Maurizio Stecca        | Włochy            | WBO                       | 2             |
| 30 marca 1991 | 4 grudnia 1993       | Park Yong-kyun         | Korea Południowa  | WBA                       | 8             |
| 3 czerwca 1991 | 12 sierpnia 1991     | Troy Dorsey            | Stany Zjednoczone | IBF                       | 0             |
| 12 sierpnia 1991 | 26 lutego 1993       | Manuel Medina          | Meksyk            | IBF                       | 4             |
| 13 listopada 1991 | 28 kwietnia 1993     | Paul Hodkinson         | Wielka Brytania   | WBC                       | 3             |
| 16 maja 1992 | 26 września 1992     | Colin McMillan         | Wielka Brytania   | WBO                       | 0             |
| 26 września 1992 | 1993                 | Rubén Darío Palacios   | Kolumbia          | WBO                       | 0             |
| Palacios stracił tytuł WBO po stwierdzeniu u niego choroby AIDS. . |                      |                        |                   |                           |               |
| 26 lutego 1993 | 8 lutego 1997        | Tom Johnson            | Stany Zjednoczone | IBF                       | 11            |
| 17 kwietnia 1993 | 30 września 1995     | Steve Robinson         | Wielka Brytania   | WBO                       | 7             |
| 28 kwietnia 1993 | 4 grudnia 1993       | Gregorio Vargas        | Meksyk            | WBC                       | 0             |
| 4 grudnia 1993 | 7 stycznia 1995      | Kevin Kelley           | Stany Zjednoczone | WBC                       | 2             |
| 4 grudnia 1993 | 18 maja 1996         | Eloy Rojas             | Wenezuela         | WBA                       | 6             |
| 7 stycznia 1995 | 23 września 1995     | Alejandro González     | Meksyk            | WBC                       | 2             |
| 23 września 1995 | 11 grudnia 1995      | Manuel Medina          | Meksyk            | WBC                       | 0             |
| 30 września 1995 | 8 lutego 1997        | Naseem Hamed           | Wielka Brytania   | WBO                       | 5             |
| 11 grudnia 1995 | 15 maja 1999         | Luisito Espinosa       | Filipiny          | WBC                       | 7             |
| 18 maja 1996 | 3 kwietnia 1998      | Wilfredo Vázquez       | Portoryko         | WBA                       | 4             |
| Vazquez został pozbawiony tytułu WBA po zakontraktowaniu walki z Naseem Hamedem o tytuł WBO. |                      |                        |                   |                           |               |
| 8 lutego 1997 | 19 lipca 1997        | Naseem Hamed           | Wielka Brytania   | IBF & WBO                 | 2             |
| Naseem Hamed zrezygnował z tytułu IBF. |                      |                        |                   |                           |               |
| 19 lipca 1997 | 22 października 1999 | Naseem Hamed           | Wielka Brytania   | WBO                       | 6             |
| 13 grudnia 1997 | 24 kwietnia 1998     | Hector Lizarraga       | Meksyk            | IBF                       | 0             |
| 3 kwietnia 1998 | 9 września 2000      | Freddie Norwood        | Stany Zjednoczone | WBA                       | 6             |
| 24 kwietnia 1998 | 13 listopada 1999    | Manuel Medina          | Meksyk            | IBF                       | 1             |
| 15 maja 1999 | 22 października 1999 | Cesar Soto             | Meksyk            | WBC                       | 0             |
| 22 października 1999 | 2000                 | Naseem Hamed           | Wielka Brytania   | WBC & WBO                 | 0             |
| Naseem Hamed zrezygnował z tytułu WBC. |                      |                        |                   |                           |               |
| 22 października 1999 | 30 września 2000     | Naseem Hamed           | Wielka Brytania   | WBO                       | 2             |
| Naseem Hamed zrezygnował z tytułu WBO po zwycięskiej walce 19 sierpnia 2000 nad Augie Sanchezem. |                      |                        |                   |                           |               |
| 13 listopada 1999 | 16 grudnia 2000      | Paul Ingle             | Wielka Brytania   | IBF                       | 1             |
| 14 kwietnia 2000 | 17 lutego 2001       | Guty Espadas Jr.       | Meksyk            | WBC                       | 1             |
| 9 września 2000 | 1 listopada 2003     | Derrick Gainer         | Stany Zjednoczone | WBA                       | 3             |
| 16 grudnia 2000 | 6 kwietnia 2001      | Mbulelo Botile         | Południowa Afryka | IBF                       | 0             |
| 17 lutego 2001 | 22 czerwca 2002      | Érik Morales           | Meksyk            | WBC                       | 1             |
| 6 kwietnia 2001 | 16 listopada 2001    | Frank Toledo           | Stany Zjednoczone | IBF                       | 0             |
| 27 stycznia 2001 | 16 czerwca 2001      | István Kovács          | Węgry             | WBO                       | 0             |
| 16 czerwca 2001 | 19 października 2002 | Julio Pablo Chacón     | Argentyna         | WBO                       | 2             |
| 16 listopada 2001 | 27 kwietnia 2002     | Manuel Medina          | Meksyk            | IBF                       | 0             |
| 27 kwietnia 2002 | wrzesień 2002        | Johnny Tapia           | Stany Zjednoczone | IBF                       | 0             |
| Tapia pozbawiony tytułu IBF za wybranie walki z Marco Antonio Barrerą. |                      |                        |                   |                           |               |
| 22 czerwca 2002 | 22 czerwca 2002      | Marco Antonio Barrera  | Meksyk            | WBC                       | 0             |
| Barrera po zwycięskiej walce z Érikiem Moralesem zrezygnował z tytułu WBC, odmawiając jego przyjęcia. |                      |                        |                   |                           |               |
| 19 października 2002 | 12 lipca 2003        | Scott Harrison         | Wielka Brytania   | WBO                       | 1             |
| 16 listopada 2002 | 2003                 | Érik Morales           | Meksyk            | WBC                       | 2             |
| Morales zdobył wakujący tytuł WBC po zwycięstwie nad Paulie Ayalą. Po dwóch udanych obronach przeszedł do kategorii junior lekka, gdzie również został mistrzem świata. |                      |                        |                   |                           |               |
| 1 lutego 2003 | 1 listopada 2003     | Juan Manuel Márquez    | Meksyk            | IBF                       | 1             |
| 12 lipca 2003 | 29 listopada 2003    | Manuel Medina          | Meksyk            | WBO                       | 0             |
| 1 listopada 2003 | 7 maja 2005          | Juan Manuel Márquez    | Meksyk            | WBA & IBF                 | 3             |
| 29 listopada 2003 | 2005                 | Scott Harrison         | Wielka Brytania   | WBO                       | 6             |
| Harrison ogłosił zakończenie kariery sportowej po zwycięskiej walce w obronie tytułu z Nedalem Husseinem. |                      |                        |                   |                           |               |
| 10 kwietnia 2004 | 29 stycznia 2006     | Chi In-jin             | Korea Południowa  | WBC                       | 2             |
| 7 maja 2005 | 4 marca 2006         | Juan Manuel Márquez    | Meksyk            | WBA                       | 0             |
| 20 stycznia 2006 | 13 maja 2006         | Valdemir Pereira       | Brazylia          | IBF                       | 0             |
| 29 stycznia 2006 | 30 lipca 2006        | Takashi Koshimoto      | Japonia           | WBC                       | 0             |
| 4 marca 2006 | 6 grudnia 2013       | Chris John             | Indonezja         | WBA Super                 | 13            |
| Od 2009 do 2013 John posiadał tytuł „super championa” WBA. |                      |                        |                   |                           |               |
| 13 maja 2006 | 2 września 2006      | Eric Aiken             | Stany Zjednoczone | IBF                       | 0             |
| 30 lipca 2006 | 17 grudnia 2006      | Rodolfo López          | Meksyk            | WBC                       | 0             |
| 2 września 2006 | 23 czerwca 2008      | Robert Guerrero        | Stany Zjednoczone | IBF                       | 3             |
| Guerrero zrezygnował z tytułu i przeszedł do wyższej kategorii wagowej. |                      |                        |                   |                           |               |
| 17 grudnia 2006 | 17 grudnia 2006      | Chi In-jin             | Korea Południowa  | WBC                       | 0             |
| Chi In-jin po zdobyciu tytułu WBC zakończył karierę. . |                      |                        |                   |                           |               |
| 21 lipca 2007 | sierpień 2008        | Jorge Linares          | Wenezuela         | WBC                       | 1             |
| Linares zdobył wakujący tytuł WBC pokonując Meksykanina Óscara Lariosa. Zrezygnował z tytułu w sierpniu 2008 przechodząc do wyższej kategorii. |                      |                        |                   |                           |               |
| 14 lipca 2007 | 23 stycznia 2010     | Steven Luevano         | Stany Zjednoczone | WBO                       | 5             |
| 13 sierpnia 2008 | 12 marca 2009        | Óscar Larios           | Meksyk            | WBC                       | 0             |
| 23 października 2008 | 15 maja 2010         | Cristóbal Cruz         | Meksyk            | IBF                       | 3             |
| 12 marca 2009 | 14 lipca 2009        | Takahiro Aō            | Japonia           | WBC                       | 0             |
| 14 lipca 2009 | 2010                 | Elio Rojas             | Dominikana        | WBC                       | 1             |
| Rojas z powodu poważnej kontuzji zadeklarował zawieszenie tytułu. |                      |                        |                   |                           |               |
| 23 stycznia 2010 | 16 kwietnia 2011     | Juan Manuel López      | Portoryko         | WBO                       | 2             |
| 17 kwietnia 2009 | 11 czerwca 2011      | Yuriorkis Gamboa       | Kuba              | WBA                       | 5             |
| 17 kwietnia 2009 pokonał Jose Rojasa przez TKO w 10 r. i został tymczasowym mistrzem świata WBA, później regularnym, a następnie 11 września 2010 po pokonaniu Orlando Salido otrzymał tytuł „super champion”. 11 czerwca 2011 został pozbawiony tytułów WBA. |                      |                        |                   |                           |               |
| 15 maja 2010 | 10 września 2010     | Orlando Salido         | Meksyk            | IBF                       | 0             |
| 11 września 2010 | 26 marca 2011        | Yuriorkis Gamboa       | Kuba              | IBF                       | 0             |
| 26 marca 2011 Gamboa pozbawiony został tytułu IBF. |                      |                        |                   |                           |               |
| 26 listopada 2010 | 8 kwietnia 2011      | Hozumi Hasegawa        | Japonia           | WBC                       | 0             |
| Hasegawa zdobył wakujący po zawieszeniu przez Elio Rojasa tytuł WBC pokonując Juana Carlosa Burgosa. |                      |                        |                   |                           |               |
| 4 grudnia 2010 | 14 października 2011 | Jonathan Victor Barros | Argentyna         | WBA                       | 2             |
| Barros po zwycięstwie nad Irvingiem Berrym zdobył tytuł mistrza WBA. |                      |                        |                   |                           |               |
| 8 kwietnia 2011 | 15 września 2012     | Jhonny González        | Meksyk            | WBC                       | 4             |
| 16 kwietnia 2011 | 19 stycznia 2013     | Orlando Salido         | Meksyk            | WBO                       | 2             |
| 29 lipca 2011 | 1 marca 2013         | Billy Dib              | Australia         | IBF                       | 2             |
| Dib zdobył wakujący tytuł IBF pokonując Meksykanina Jorge Laciervę. |                      |                        |                   |                           |               |
| 14 października 2011 | październik 2012     | Celestino Caballero    | Panama            | WBA                       | 1             |
| Caballero zwakował tytuł zarzucając federacji WBA łamanie przepisów. |                      |                        |                   |                           |               |
| 15 września 2012 | 4 maja 2013          | Daniel Ponce de León   | Meksyk            | WBC                       | 0             |
| 8 grudnia 2012 | 10 października 2014 | Nicholas Walters       | Jamajka           | WBA                       | 2             |
| Walters zdobył wakujący tytuł zwyciężając przez techniczny nokaut w siódmej rundzie Daulisa Prescota (Kolumbia). 10 października 2014 został supermistrzem WBA po pokonaniu Nonito Donaire. |                      |                        |                   |                           |               |
| 19 stycznia 2013 | 14 czerwca 2013      | Miguel Ángel García    | Stany Zjednoczone | WBO                       | 0             |
| 14 czerwca 2013 García został pozbawiony tytułu mistrza z powodu nieutrzymania wagi. |                      |                        |                   |                           |               |
| 1 marca 2013 | 30 maja 2015         | Jewgienij Gradowicz    | Rosja             | IBF                       | 4             |
| 4 maja 2013 | 24 sierpnia 2013     | Abner Mares            | Meksyk            | WBC                       | 0             |
| 24 sierpnia 2013 | 28 marca 2015        | Jhonny González        | Meksyk            | WBC                       | 2             |
| 12 października 2013 | 28 lutego 2014       | Orlando Salido         | Meksyk            | WBO                       | 0             |
| Salido zdobył wakujący tytuł WBO po pokonaniu Orlando Cruza. 28 lutego 2014 został pozbawiony tytułu mistrza z powodu nieutrzymania wagi. |                      |                        |                   |                           |               |
| 6 grudnia 2013 | 31 maja 2014         | Simpiwe Vetyeka        | Południowa Afryka | WBA Super                 | 0             |
| 31 maja 2014 | 10 października 2014 | Nonito Donaire         | Filipiny          | WBA Super                 | 0             |
| 21 czerwca 2014 | Nadal                | Wasyl Łomaczenko       | Ukraina           | WBO                       | 2             |
| Łomaczenko zdobył wakujący tytuł WBO po pokonaniu Gary’ego Russella Jra. |                      |                        |                   |                           |               |
| 10 października 2014 | 13 czerwca 2015      | Nicholas Walters       | Jamajka           | WBA Super                 | 0             |
| Walters został pozbawiony tytułu supermistrza WBA 13 czerwca 2015, gdyż nie utrzymał limitu wagi. |                      |                        |                   |                           |               |
| 21 lutego 2015 | Nadal                | Jesus Cuellar          | Argentyna         | WBA                       | 1             |
| Cueller od 23 sierpnia 2013 po pokonaniu Claudio Marrero był mistrzem tymczasowym. 21 lutego 2015 po tym, jak Nicholas Walters zdobył tytuł supermistrza, został mistrzem regularnym. |                      |                        |                   |                           |               |
| 28 marca 2015 | Nadal                | Gary Russell Jr.       | Stany Zjednoczone | WBC                       | 0             |
| 30 maja 2015 | Nadal                | Lee Selby              | Wielka Brytania   | IBF                       | 0             |